# Marquart Zenger
Marquart Zenger lebte um 1314. Er war Ritter. Seine Ehefrau hieß Petrissa und wurde 1335 schriftlich erwähnt. Marquart gehört zur Linie Wolfharts I. Zenger.

## Familie
Der Vater Marquarts war Wolfhart I. Zenger, seine Großeltern waren Conrad I. Zenger und Tuta von Schönstein.
Marquart hatte eine Tochter Anna. Sie lebte um 1335.
Die Geschwister Marquarts waren
- Dietrich zu Schwarzach wurde 1304 und 1311 schriftlich erwähnt.
- Heinrich II. (13) zu Altendorf war 1320 Richter zu Amberg und 1333 Pfleger zu Velburg.

## Leben
Für seine Teilnahme an der Schlacht von Gammelsdorf 1313 auf Seiten des  Wittelsbacher Herzogs Ludwig IV. von Oberbayern erhielt Marquart zusammen mit seinem Bruder Heinrich II. Zenger 1314 als Entschädigung für genommenen Schaden
einige Höfe und Güter hinter der Burg Altendorf an der Schwarzach und zu Sitzenbuch und zwei Weingärten zu Wolfringen.
Marquart starb vor 1335.